# Bida (África del Norte)
Bida es una antigua ciudad que fue sede del obispado en la África romana, y ahora es una sede titular católica latina. Su supuesta ubicación son las ruinas existentes en la actualidad de Djemaa Sahridj en la que hoy día es Argelia.

## Historia

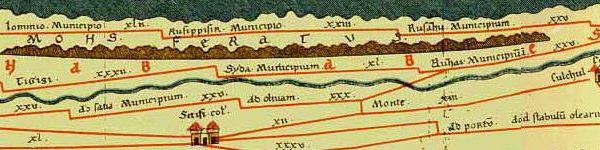
Detalle de la Tabula Peutingeriana mapa (1-. Edición facsímil de Conradi Millieri, 1887-1888) centrado en Bida.

La ciudad fue lo suficientemente importante en la provincia romana de Mauritania Cesariense (Numidia) como para convertirse en un obispado sufragáneo del arzobispo metropolitano de su capital, hasta su desaparición. 
El único obispo conocido de esta diócesis africana es Campano (Campanus), cuyo nombre aparece en el puesto 85 de la lista de obispos de Mauritania Cesariense convocados en Cartago por el rey vándalo Hunerico en 484 para representar a Bida en el Concilio de Cartago de ese año. Campano, como todos los demás obispos católicos africanos, fue condenado al exilio.

### Sede titular
La diócesis fue nominalmente restaurada como sede titular de la Iglesia católica latina en el siglo XVII como Bitha o Bita, rebautizada como Bida en 1923–1925.
El actual obispo titular es Áureo Patricio Bonilla Bonilla, O.F.M., vicario apostólico de Galápagos.

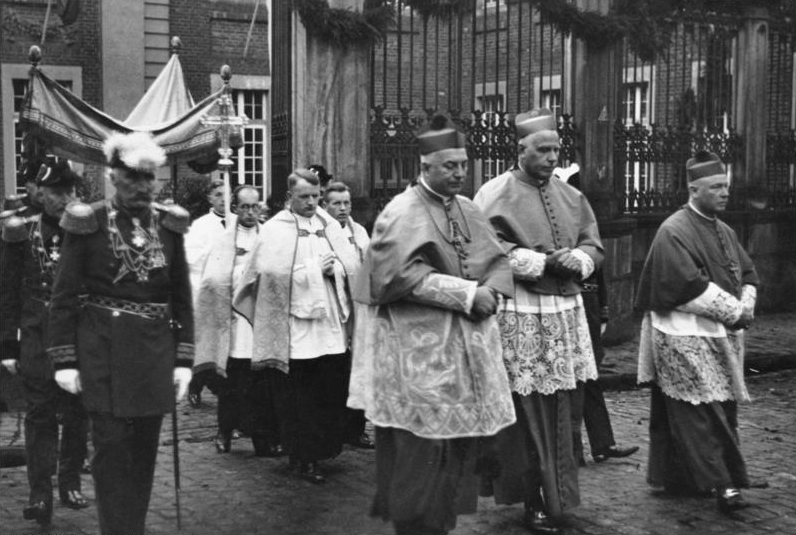
Franz Rudolf Bornewasser.

It has had the following incumbents, all of the lowest (episcopal) rank :

### Obispos residentes
- Campano † (mencionado en 484)

### Obispos titulares
- Guillaume Mahot, M.E.P. † (29 de enero de 1680 - 4 de junio de 1684, fallecido)
- Jean-Paul-Hilaire-Michel Courvezy, M.E.P. † (5 de abril de 1832 - 1 de mayo de 1857, fallecido)
- Franz Rudolf Bornewasser † (23 de abril de 1921 - 12 de marzo de 1922, nominado obispo de la Diócesis de Tréveris)
- Carlos Labbé Márquez † (2 de agosto de 1926 - 29 de diciembre de 1929, nominado obispo de la Diócesis de Iquique)
- James Augustine McFadden † (12 de mayo de 1932 - 2 de junio de 1943, nominado obispo de la Diócesis de Youngstown)
- Alexandre-Joseph-Charles Derouineau, M.E.P. † (8 de diciembre de 1943 - 11 de abril de 1946, nominado arzobispo de la Archidiócesis de Kunming)
- Aloysius Joseph Willinger, C.Ss.R. † (12 de diciembre de 1946 - 3 de enero de 1953 , nominado obispo de la Diócesis de Monterrey)
- Ubaldo Evaristo Cibrián Fernández, C.P. † (7 de marzo de 1953 - 14 de abril de 1965, fallecido)
- John Joseph Cassata † (12 de marzo de 1968 - 22 de agosto de 1969, nominado obispo de la Diócesis de Fort Worth)
- Norman Francis McFarland † (5 de junio de 1970 - 10 de febrero de 1976, nominado obispo de la Diócesis de Reno)
- Heinrich Machens † (24 de marzo de 1976 - 17 de febrero de 2001, fallecido)
- Sofronio Aguirre Bancud, S.S.S. (24 de mayo de 2001 - 6 de noviembre de 2004 , nominado obispo de la Diócesis de Cabanatuan)
- Julio Hernando García Peláez (11 de febrero de 2005 - 5 de junio de 2010, nominado obispo de la Diócesis de Istmina-Tadó)
- Eugenio Scarpellini (15 de julio de 2010 - 25 de julio de 2013, nominado obispo de la Diócesis de El Alto)
- Áureo Patricio Bonilla Bonilla, O.F.M., desde el 29 de octubre de 2013